# Шимановский, Шевель Наумович
Шавель Наумович Шимановский (при рождении Шевель Нухимович; 10 мая 1917, Горностайполь, Радомысльский уезд, Киевская губерния — 10 февраля 2005, Ишимбай) — советский нефтяник, хозяйственный деятель. Заслуженный нефтяник БАССР (1972), почётный нефтяник СССР (1977). 

## Биография
В 1943 году окончил Московский нефтяной институт.
После завершения института — в ПО «Башнефть»: старший  инженер, с 1952 года директор Калтасинского нефтепромысла, в 1955—1979 годах — начальник НГДУ «Ишимбайнефть».
Производственная деятельность связана с поиском, разведкой и разработкой нефтяных месторождений Ишимбайского района.
Внёс вклад в развитие инфраструктуры Ишимбая. 

## Награды
- Дважды орден Трудового Красного Знамени (1959, 1971);
- Орден «Знак Почёта» (1966);
- Почётный гражданин Ишимбая (1999);
- Заслуженный нефтяник БАССР (1972);
- Почётный нефтяник СССР (1977).

## Семья
Жена — Анна Алексеевна. Сын Анатолий, дочери Ольга и Наталья.
Общий трудовой стаж династии в «Башнефти» — свыше 200 лет.